# Ruta del Toro

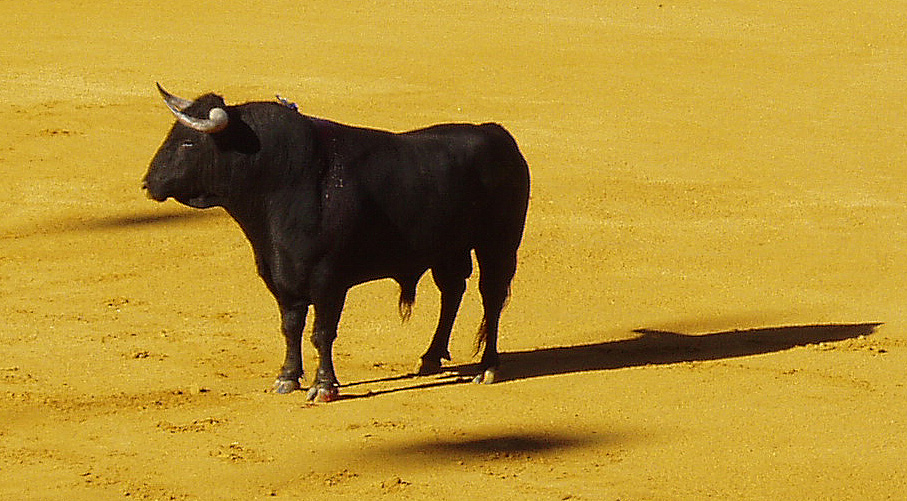
Toro bravo

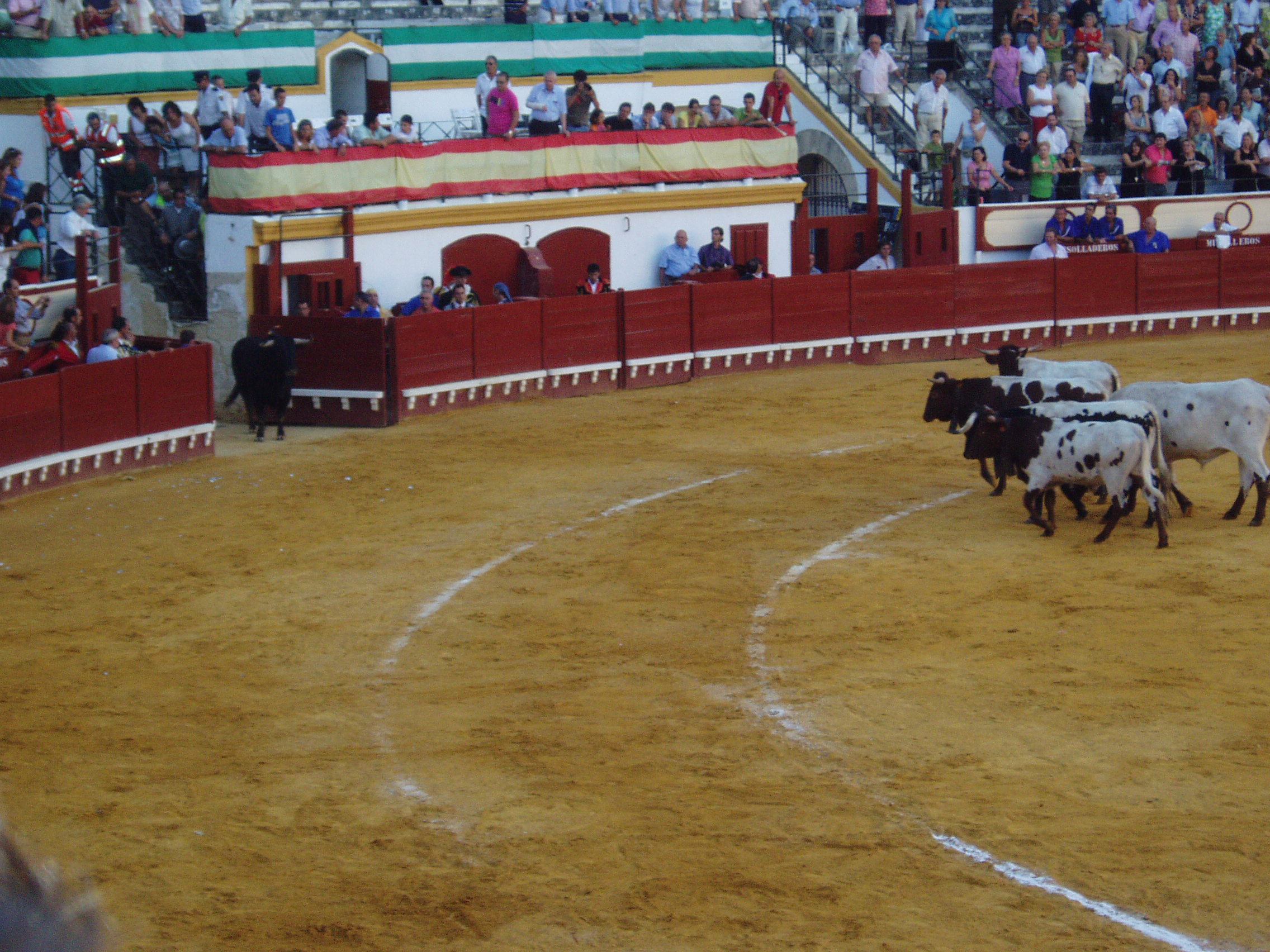
Toro indultado del Marqués de Domecq en el Puerto de Santa María en 2008.

La Ruta del Toro es un itinerario turístico de la provincia de Cádiz que recorre aquellas zonas ganaderas donde se crían toros bravos y la raza autóctona retinta, apreciada por su carne. De enorme valor paisajístico y cultural, en la misma se observa al totémico animal en su hábitat natural, la dehesa, tanto en La Janda como en el Campo de Gibraltar o la Campiña de Jerez.
Comunica con otra famoso itinerario turístico: Ruta de los pueblos blancos

## Itinerario
La ruta discurre entre Jerez de la Frontera y Tarifa, y pasa por los municipios de San José del Valle, Paterna de Rivera, Medina Sidonia, Benalup-Casas Viejas, Alcalá de los Gazules, Jimena de la Frontera, Castellar de la Frontera, San Roque y Los Barrios.

## Véase también

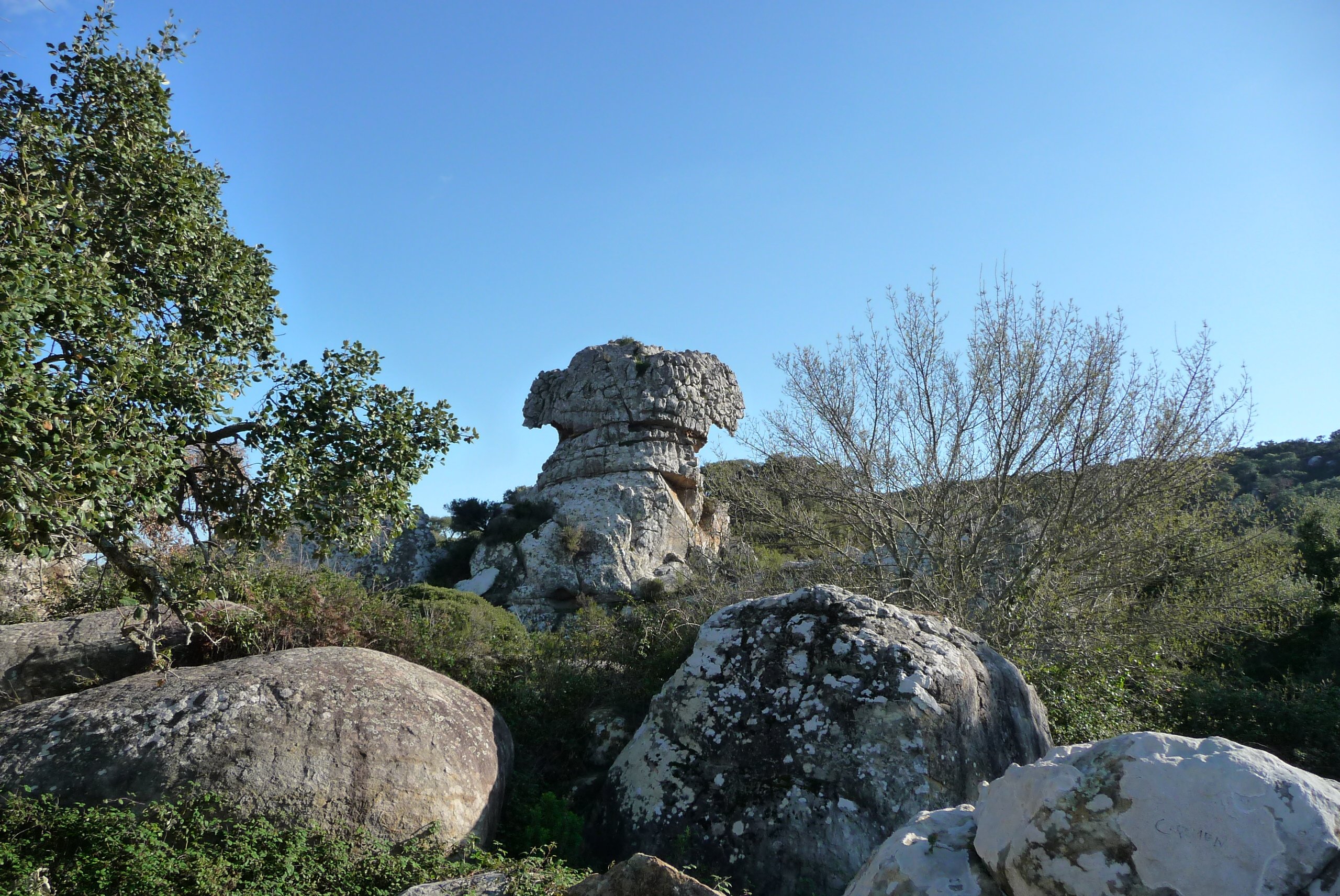
La Montera del Torero

## Ganaderías presentes en la ruta
| Hierro y divisa | Nombre                     | Antigüedad               | Finca                                                          | Localidad                                                                       | Encaste                               | Procedencia                                                                                          | Filiación                 | Estado   | Ref.              |
| --------------- | -------------------------- | ------------------------ | -------------------------------------------------------------- | ------------------------------------------------------------------------------- | ------------------------------------- | --- | ------------------------- | -------- | ----------------- |
|                 | Ana María Bohórquez        | Sin antigüedad           | El Corchadillo                                                 | Jerez de la Frontera                                                            | Juan Pedro Domecq                     | Santiago Domecq Bohórquez                                                                            | UCTL                      | Activa   | [ 2 ] [ 3 ] [ 4 ] |
|                 | Ana Romero                 | 12 de agosto de 2017     | Las Cobatillas Isla Verde                                      | Alcalá de los Gazules                                                           | Santa Coloma                          | Conde de Santa Coloma-Alipio Pérez-Tabernero y Conde de Santa Coloma-Joaquín Buendía Peña            | UCTL                      | Activa   | [ 5 ]             |
|                 | Carlos Núñez               | 18 de junio de 1918      | Tapatana Arráez Iruelas Alamillo                               | Tarifa                                                                          | Núñez                                 | Carlos Núñez                                                                                         | UCTL                      | Activa   | [ 6 ]             |
|                 | Casa de los Toreros        | Sin antigüedad           | Martelilla                                                     | Jerez de la Frontera                                                            | Juan Pedro Domecq                     | Juan Pedro Domecq y Díez y Torrestrella                                                              | UCTL                      | Activa   | [ 7 ]             |
|                 | Cebada Gago                | 28 de julio de 1946      | La Zorrera Pozo del Guardia Las Ventillas El Pino Corteganilla | Medina Sidonia, Alcalá de los Gazules, Paterna de Rivera y Jerez de la Frontera | Núñez y Juan Pedro Domecq             | Carlos Núñez, Jandilla y Torrestrella                                                                | UCTL                      | Activa   | [ 8 ]             |
|                 | Diego Romero Gallego       | 15 de abril de 1962      | El Pradillo Las Beatas                                         | Alcalá de los Gazules                                                           | Hidalgo Barquero                      | D. José Benítez Cubero                                                                               | UCTL                      | Activa   | [ 9 ]             |
|                 | El Torero                  | 27 de mayo de 1970       | Las Salinas de Hortales                                        | El Bosque                                                                       | Juan Pedro Domecq                     | Juan Pedro Domecq y Núñez de Villavicencio                                                           | UCTL                      | Activa   | [ 10 ]            |
|                 | Fermín Bohórquez           | 17 de mayo de 1951       | Fuente Rey Fraja Casablanca                                    | Jerez de la Frontera, Alcalá de los Gazules y Arcos de la Frontera              | Murube-Urquijo                        | Murube-Urquijo                                                                                       | UCTL                      | Activa   | [ 11 ]            |
|                 | Fuente Ymbro               | 17 de marzo de 2002      | Fuente Ymbro-Los Romerales                                     | San José del Valle                                                              | Juan Pedro Domecq                     | Jandilla                                                                                             | UCTL                      | Activa   | [ 12 ]            |
|                 | Gavira                     | 21 de junio de 1933      | Soto de Roma                                                   | Los Barrios                                                                     | Juan Pedro Domecq y Conde de la Corte | Marzal-Toros de El Torero (Procede de la antigua Raso de Portillo con vestigios de la casta Morucha) | UCTL                      | Activa   | [ 13 ]            |
| Azul y grana    | Javier Guardiola Domínguez | 2 de julio de 2000       | El Higueral                                                    | Arcos de la Frontera                                                            | Villamarta                            | Salvador Guardiola Fantoni                                                                           | UCTL                      | Inactiva |                   |
|                 | La Palmosilla              | 13 de mayo de 2013       | La China                                                       | Tarifa                                                                          | Juan Pedro Domecq                     | Osborne vía Núñez del Cuvillo                                                                        | UCTL                      | Activa   | [ 14 ]            |
|                 | Lagunajanda                | 18 de septiembre de 2016 | Jandilla El Horcajo El Manzanar                                | Vejer de la Frontera                                                            | Juan Pedro Domecq                     | Toros de El Torero (Salvador Domecq y Díez)                                                          | UCTL                      | Activa   | [ 15 ]            |
| Verde y blanca  | Las Hermanillas            | Sin antigüedad           | Las Hermanillas                                                | Los Barrios                                                                     | Juan Pedro Domecq                     | Núñez del Cuvillo                                                                                    | Ganaderos de Lidia Unidos | Activa   |                   |
|                 | Marcos Núñez               | Sin antigüedad           | El Rincón Montebajo El Cermeño                                 | Los Barrios, Alcalá de los Gazules y Medina Sidonia                             | Núñez                                 | Carlos Núñez                                                                                         | UCTL                      | Activa   | [ 16 ]            |
|                 | María del Carmen Camacho   | 8 de junio de 1913       | La Quinta El Machorro                                          | Medina Sidonia                                                                  | Núñez                                 | Carlos Núñez                                                                                         | UCTL                      | Activa   | [ 17 ]            |
|                 | Marqués de Domecq          | 18 de mayo de 1966       | Martelilla                                                     | Jerez de la Frontera                                                            | Juan Pedro Domecq                     | Marqués de Domecq                                                                                    | UCTL                      | Inactiva | [ 18 ] [ 19 ]     |
|                 | Núñez del Cuvillo          | 13 de mayo de 1991       | El Grullo El Lanchar Arenalejos                                | Vejer de la Frontera, Conil de la Frontera y Medina Sidonia                     | Juan Pedro Domecq                     | Osborne, Torrealta, Marqués de Domecq, Sayalero y Bandrés y Juan Pedro Domecq                        | AEGRB                     | Activa   | [ 20 ]            |
|                 | Rehuelga                   | 20 de mayo de 2007       | Rehuelga                                                       | Benalup-Casas Viejas                                                            | Santa Coloma                          | Conde de Santa Coloma-Joaquín Buendía Peña                                                           | UCTL                      | Activa   | [ 21 ]            |
|                 | Rocío de la Cámara         | 17 de junio de 1979      | Cortijo de la Sierra Dehesa Boyal                              | Jerez de la Frontera y Chiclana de la Frontera                                  | Juan Pedro Domecq                     | Carlos Núñez y Juan Pedro Domecq y Díez - Osborne                                                    | UCTL                      | Activa   | [ 22 ]            |
|                 | Salvador Domecq            | 20 de julio de 2008      | El Torero Cobos Bajos                                          | Vejer de la Frontera y Arcos de la Frontera                                     | Juan Pedro Domecq                     | Toros de El Torero                                                                                   | UCTL                      | Activa   | [ 23 ]            |
|                 | Santiago Domecq            | 9 de abril de 1961       | Garcisobaco                                                    | Jerez de la Frontera                                                            | Juan Pedro Domecq                     | Juan Pedro Domecq y Díez, Carlos Núñez y Torrestrella                                                | UCTL                      | Activa   | [ 24 ]            |
|                 | Torrealta                  | 10 de mayo de 1986       | El Toñanejo La Escorbaina El Bercial Las Pilas                 | Medina Sidonia                                                                  | Juan Pedro Domecq y Torrestrella      | Maribel Ybarra, Jandilla y Torrestrella                                                              | UCTL                      | Activa   | [ 25 ]            |
|                 | Torrestrella               | 2 de septiembre de 1951  | El Carrascal                                                   | Benalup-Casas Viejas                                                            | Torrestrella                          | Torrestrella                                                                                         | UCTL                      | Activa   | [ 26 ]            |